# Faculdade Sudoeste Paulista
A Faculdade Sudoeste Paulista (FSP) é uma instituição de ensino superior, privada e localizada no sudoeste do estado de São Paulo. Foi credenciada em 1999 pela Portaria MEC nº 902 de 21 de junho de 1999, publicada no Diário Oficial da União (DOU) em 23 de junho de 1999, para funcionar como Instituição de Ensino Superior e oferecer cursos superiores presenciais.

## Visão geral
A Instituição iniciou suas atividades em 2 de agosto de 1999, vindo resgatar o ensino de qualidade na cidade de Avaré-SP, visando servir toda a região sudoeste do Estado de São Paulo com o que há de mais moderno e qualificado no Ensino Superior.
A FSP iniciou suas atividades com quatro cursos superiores: Administração com Habilitação em: Gestão de Negócios, Sistemas de Informação e Hotelaria, além do curso de Turismo. No início de 2000, implantou o curso de Secretariado Executivo Trilingue, e em 9 de março de 2001, deu início ao curso de Direito.
Em 2006, a FSP autorizou os cursos de Ciências Contábeis e Serviço Social. Em 2007, a IES autorizou seus primeiros cursos na área de saúde – Enfermagem, Fisioterapia, Farmácia, Biomedicina e Psicologia. Em 2010, foi autorizado o curso de Medicina Veterinária e, em 2011, vieram os cursos de Engenharia Civil e Engenharia de Produção.

## Mantenedora
A Instituição Chaddad de Ensino é a entidade mantenedora da Faculdade do Sudoeste Paulista.

## Fundadores
- Alexandre José Braga Chaddad[carece de fontes?]
- Daniel José Braga Chaddad[carece de fontes?]
- Maria Cristina Chaddad[carece de fontes?]
- Maria Julia Chaddad Muller[carece de fontes?]

## Cursos
- Lista dos cursos de bacharelado e licenciatura

### Graduação
- Administração
- Biomedicina
- Ciências Contábeis
- Direito
- Educação Física
- Enfermagem
- Engenharia Agronômica
- Engenharia Civil
- Engenharia de Produção
- Farmácia
- Fisioterapia
- Medicina Veterinária
- Odontologia
- Pedagogia
- Psicologia
- Serviço Social

### Mestrado e doutorado
Programas de Pós-graduação stricto sensu (Mestrado e Doutorado).
- Programa de Pós-graduação em Acupuntura site
- Programa de Pós-graduação em Enfermagem em Urgência e Emergência site
- Programa de Pós-graduação em Farmácia Clínica site
- Programa de Pós-graduação em Fisioterapia Ortopédica Traumatológica e Desportiva site
- Programa de Pós-graduação em Gestão de Custos site
- Programa de Pós-graduação em Gestão Empresarial site
- Programa de Pós-graduação em Políticas Públicas site
- Programa de Pós-graduação em Psicoterapia psicanalítica site
- Programa de Pós-graduação em Recursos Humanos site

## Localização das unidades
| Unidades     | Endereço                                        | Bairro        | Cidade       | Telefone      |
| ------------ | ----------------------------------------------- | ------------- | ------------ | ------------- |
| Avaré        | Avenida Professor Celso Ferreira da Silva, 1001 | Jardim Europa | Avaré        | (14)3711-4020 |
| Itapetininga | Rua Jose de Almeida Carvalho, 1695              | Vila Leonor   | Itapetininga | (15)3373-7358 |
| Tatuí        | Rua Jose Ribeiro de Campos, 200                 | Nova Tatui    | Tatuí        | (15)3205-2160 |